# 버킹엄 브라운 앤드 니컬스

버킹엄 브라운 앤드 니컬스(Buckingham Browne & Nichols)는 미국 매사추세츠주 케임브리지에 위치한 부유한 사립학교로, 미국 정규 학제의 유치원부터 12학년 (한국으로는 유치원에서 고교3년)까지의 모든 교과과정을 가지고 있다. 이 학교는 1889년에 설립된 버킹엄 학교 (The Buckingham school)과 1883년에 설립된 브라운 앤드 니컬스 (Browne & Nichols school)이 1974년에 합병하여 생겨났다.
대학 이전 전 학년들을 모두 가르치는 학교임에도 불구하고 전교생의 숫자가 현재 1009명에 불과하여 교사대 학생 수의 비율이 매우 낮으며, 학비도 또한 중고교 과정에 해당하는 6-12학년 수준에서는 일반적인 명문 사립대학보다 비싼 연간 5만8천불 이상의 수업료를 징구한다. 총 23%의 재학생이 장학혜택을 받고, 혜택을 받는 학생들의 평균 수혜액은 26,200 달러이다. 1년 운영예산은 3,150만 달러 정도이다.
저명한 동문들이 다수 있다. 한국에는 KAIST의 서남표 前 총장이 한국전쟁 직후인 1954년에 미국으로 옮겨 다닌 명문 사립고교로 알려져 있다.